# Galve de Sorbe
Galve de Sorbe è un comune spagnolo di 96 abitanti (2022) situato nella comunità autonoma di Castiglia-La Mancia.